# Haborym: Book of Angels Volume 16
 (novembre 2023).
Haborym: Book of Angels Volume 16 est un album de John Zorn joué par le Masada String Trio, sorti en 2010 sur le label Tzadik. Les compositions, les arrangements et la direction sont de John Zorn.

## Titres
| 1.    | Turel     | 6:20 |
| 2.    | Tychagara | 3:39 |
| 3.    | Carniel   | 4:42 |
| 4.    | Bat Qol   | 2:56 |
| 5.    | Gamrial   | 6:41 |
| 6.    | Elimiel   | 3:04 |
| 7.    | Techial   | 2:06 |
| 8.    | Umikol    | 2:31 |
| 9.    | Malkiel   | 4:24 |
| 10.   | Raamiel   | 6:25 |
| 11.   | Gergot    | 3:49 |
| 46:39 |           |      |

## Personnel
- Greg Cohen – basse
- Mark Feldman - violon
- Erik Friedlander – violoncelle